# Parkchester
Parkchester – stacja metra nowojorskiego, na linii 6. Znajduje się w dzielnicy Bronx, w Nowym Jorku i zlokalizowana jest pomiędzy stacjami Castle Hill Avenue i St. Lawrence Avenue. Została otwarta 30 maja 1920.